# HTC One M9
Das HTC One M9 ist ein Smartphone von HTC und Nachfolger des HTC One (M8). Es wurde am 1. März 2015 im Vorfeld der MWC von HTC vorgestellt. Der Verkaufsstart in Deutschland war ursprünglich für den 31. März 2015 geplant, wurde jedoch kurzfristig auf den 28. März 2015 vorgezogen.

## Ausstattung
Das One besitzt einen Qualcomm Snapdragon 810-SoC, welcher einen 64-Bit-Octa-Core-Prozessor mit viermal 2,0 GHz und viermal 1,5 GHz sowie 3 GB RAM und eine Adreno 430 GPU beinhaltet. Der 5 Zoll (ca. 12,7 cm) große Bildschirm löst wie die beiden Vorgängermodelle mit 1920 × 1080 Pixeln auf und erreicht Helligkeitswerte von 472,5 cd/m².
Das Betriebssystem ist Android in Version 5.0.2, mit der Benutzeroberfläche HTC Sense 7.0 („SevenSense“).
Des Weiteren besitzt es eine 20,7-Megapixel-Kamera auf der Rückseite, die von einer dualen LED beleuchtet wird. Videos können in 4K aufgenommen werden. Auf der Frontkamera kommt eine Ultra-Pixel-Kamera mit 4,1 Megapixeln zum Einsatz, wie sie bereits bei den Vorgängermodellen als Hauptkamera verwendet wurde. Eine Klangoptimierung über die beiden Frontlautsprecher ("BoomSound"), sowie mit passenden Kopfhörern findet mittels Dolby Audio statt.
Der Akku mit 2840 mAh Kapazität soll eine Standby-Zeit von knapp 400 Stunden und eine Gesprächszeit von bis zu 25 Stunden erreichen.
Das Smartphone ist zusätzlich der Schutzart IP X3 zugeordnet, was für einen geringfügigen Wasserschutz, beispielsweise bei leichtem Regen sorgt. Genauso wie das Vorgängergerät besitzt die Kamera keinen optischen Bildstabilisator. Erhältlich ist das Gerät in den Farben Silber, Gold und Dunkelgrau.
Das One unterstützt des Weiteren Voice over LTE (VoLTE) und LTE mit bis zu 300 MBit/s.

## Hintergrund
Im Mai 2015 wurde bekannt, dass HTC die Bestellungen für die einzelnen Komponenten des Ones um bis zu 30 Prozent gedrosselt hat. Als Grund wird eine geringe Nachfrage des Smartphones angegeben.